# كزافييه كبولاني

## المولد والنشأة
ولد كزافييه كبلاني في فاتح فبراير 1866 بكورسيكا (جزيرة في البحر الأبيض المتوسط تابعة لفرنسا) وما لبث أن انتقل إلى الجزائر وسكن بها. وكان له اهتمام خاص بالعالم الإسلامي أثناء دراسته. وقد عين في أبريل 1889 موظفا في بلدية واد شرق بالجزائر. وفي ديسمبر 1895 صار ملحقا في الحكومة العامة بالجزائر (الجهاز السياسي والعسكري الفرنسي الحاكم بالجزائر في فترة الاستعمار). وفي بداية يوليو 1896 عين إداريا مساعدا. ونظرا لاهتمامه بالدراسات الإسلامية نشر بالتعاون مع ديبون (Dupont) كتابهما الشهير: «الطرق الصوفية الإسلامية» وكان له وقع خاص في صفوف النخبة الاستشراقية.

## الاهتمام بموريتانيا
تم تكليف كبولاني في سنتي 1898-1899 بمهمة في السودان الغربي مالي وقد تعرف في مهمته الاستطلاعية على قادة بعض القبائل الموريتانية الشرقية كرؤساء أولاد علوش ومشظوف فالتقى بمحمد المختار بن محمد محمود بن أحمد محمود أمير مشظوف حينئذن. كما وصل إلى ولاتة وتيشيت وآدرار سنة 1899 في مهمة بحث وتحر مشابهة. وقد استطاع كبولاني بفضل احتكاكه المباشر مع البيضان خلال هاتين السنتين وبفضل معرفته السابقة للمجتمعات الإسلامية أن يطور معرفته بالمجتمع الموريتاني وأن يتفهم عقليته أكثر. وقد قدم كبلاني تقريرا مفصلا ودقيقا عن مجتمع البيضان وعن الطرق الملائمة لدخول فرنسا إلى البلاد الشنقيطية ورفع إلى وزير المستعمرات الفرنسية الذي أعجب يومئذ بتقرير الشاب الكورسيكي؛ وقد قدمه في ديسمبر 1899 باسم «مشروع موريتانيا الغربية». ويوضح تقرير كبلاني حدود هذا المسمى الجديد «موريتانيا»: إذ يحدها غربا المحيط الأطلسي وشمالا وادي درعة وتندوف وشرقا حوض تاودني ومنطقة المبروك وتنبكتو وجنوبا منطقة انيورو وخاي ونهر السنغال.

## كبلاني ودخول موريتانيا
بعد أخذ ورد بين وزارة المستعمرات وبين وزارة الخارجية الفرنسية وبعد استشارة الإدارة الفرنسية بدكار عاصمة السنغال (والتي كانت عاصمة إفريقيا الغربية خلال الاستعمار الفرنسي) تم تكليف كبلاني بدخول موريتانيا وإخضاعها للاستعمار الفرنسي فحل بمدينة سان لويس السنغالية (تعرف محليا باسم اندر) سنة 1902 وبدأ يعد الأهبة لتنفيذ المشروع بدءا من منطقة الترارزة الموريتانية المتاخمة للسنغال وذات الصلات التجارية القديمة مع الفرنسيين.

## الأوضاع الاجتماعية الموريتانية والاستعمار
كانت الفرصة ملائمة للدخول الفرنسي إلى موريتانيا حيث كان الصراع على أشده داخل أسرة إمارة الترارزة بين الأمير أحمد سالم بن اعلي وأبناء عمه سيدي وأحمد ولد الديد ابني محمد فال بن سيدي بن محمد الحبيب. وخلال هذه الفترة تعرف كبلاني على بابه بن الشيخ سيديا الأبييري من خلال مراسلاته المتعددة مع الإدارة الفرنسية بسان لويس. وقد كان بابه بن الشيخ سيديا من أعظم الشخصيات الموريتانية مع بداية القرن العشرين لا من حيث المستوى العلمي العالي فقط بل من حيث وراثته لمكانتي جده الشيخ سيديا الكبير وأبيه الشيخ سيدي محمد الدينية والاجتماعية. وكان بابه بن الشيخ سيديا قلقا على الأوضاع الأمنية الموريتانية المتردية التي عرفت في نهاية القرن التاسع عشر اطراد الحروب وانتشار النهب والانقسامات القبلية الكثيرة. وقد وجد بابه أن في التحالف مع الفرنسيين وما يستلزم من أمن سيجلبونه معهم نظرا لقوتهم العسكرية والمادية أولى من ترك البلاد أسيرة النهب والسلب والحروب القبلية. فوضع ثقله الاجتماعي ومكانته الدينية في جانب الفرنسيين حتى تخرج البلاد من الفوضى وتجد أمنا طالما اشرأبت إليه. وقد كان للشيخ سعد بوه بن الشيخ محمد فاضل -وهو من كبار الشخصيات الصوفية الموريتانية وذو تأثير ديني واسع في السنغال- دور في عقد العلاقات مع كبلاني ودعم شبكة العلاقات التي بدأ كبلاني ينسجها مع القوى الدينية وأشياخ قبائل الزوايا في موريتانيا وخاصة منها منطقة الترارزة. وكان عبور كبلاني الأول لموريتانيا في 14 ديسبمر 1902 حيث حل بدكانة (Podor) وقد لقي بها أمير الترارزة أحمد سالم بن اعلي. وقد وقع معه اتفاقية مشتركة دخلت بموجبها الترارزة تحت الحماية الفرنسية ومن أبرز الحضور: الشيخ سيديا بابه والشيخ سعد بوه والترجمان السنغالي الشهير محمدن ولد أبنو المقداد وأخيارهم بن المختار بن سيدي. وقد طلب كبلاني من الشيخ سيديا بابه التوسط لدى سيدي بن محمد فال بن سيدي (وكان معه معظم أولاد أحمد بن دمان قبيلة إمارة الترارزة) للموافقة على الاتفاقية نظرا للعلاقة المتميزة بين أسرة أهل الشيخ سيديا وأسرة أهل سيدي بن محمد الحبيب. وفي يوم 19 ديسمبر 1902 كان كبلاني في كرك قرب روصو وحل بسهوة الماء (الركيز) في 22 ديسمبر. وقد قضى هنالك شهرا التقى خلاله أغلب رؤساء ووجهاء القبائل في منقطة الترارزة. وفي 24 يناير 1903 أسس كبلاني مركزا عسكريا عند بئر خروفة في وسط إكيدي بمنطقة الترارزة. وفي ذلك يقول محمذن بن محمد فال الديماني:
وفي 5 فبراير 1903 أعلن سيدي بن محمد فال بن سيدي القبول باحتلال منطقة الترارزة تحت الحكم الفرنسي فتم لكبلاني دخول هذه المنطقة عنوة دون إطلاق رصاصة واحدة وبتكلفة لا تتجاوز 25 ألف فرنك. وفي 6 فبرائر تم تأسيس مركز عسكري غير بعيد من الشاطئ الأطلسي سيكون بداية ما سيعرف فيما بعد بمدينة نواكشوط.

## احتلال منطقة البراكنة والطموح لاحتلال تكانت
ومع تحول الأمير أحمد سالم بن اعلي في نهاية سنة 1903 إلى صفوف المقاومة فقد استمر كبلاني في توسعه شرقا حيث أسس في منتصف مايو 1903 مركزا في ألاك بوسط منطقة لبراكنة بعد أن وقع اتفاقا مع أحمد بن سيدي اعلي أمير لبراكنة مشابها لذلك الذي وقعه قبل ستة أشهر مع أحمد سالم بن اعلي أمير الترارزة. وما لبث أحمدُ بن سيدي اعلي أن ولى ظهره لكبلاني شأنه في ذلك شأن أحمد سالم بن اعلي. وقد ثبت كبلاني أقدامه في الترارزة والبراكنة بإقامة مراكز عسكرية هنا وهناك (سهوة الماء، اخروفة، نواكشوط في الترارزة. وألاك، مال، أميت في البراكنة) ولكن طموح كبلاني صار متجها نحو تكانت وشجعه على ذلك خضوع الترارزة والبراكنة السريع، وقد أنهى العدة للتوجه إليها في منتصف فبراير 1905. وفي 20 من نفس الشهر كانت الحملة الفرنسية عند دركل وهو أحد مداخل جبل تكانت. وقد وقعت مصادمات بين الفرنسيين وبين جيش إدوعيش عند دركل. وقد انسحبت إدوعيش بقيادة الأمير المسن بكار بن اسويد أحمد نحو افلة. وقد وجه كبلاني نحوهم الضابط فريرجان إلذى التحق بالحلة عند بوكادوم فجر ليلة فاتح أبريل 1905 حيث استشهد الأمير بكار.

## مقتل كبلاني على يد سيدي ابن مولاي الزين
في ليلة الأربعاء 12 مايو 1905 تسلل المجاهد الشهيد الشريف سيدي بن مولاي الزين ومعه مجموعة من شجعان قبيلة إديشلي إلى داخل الحامية العسكرية الفرنسية بتجكجة حيث كبلاني ومن معه فدخلوا معهم في اشتباك كان من نتيجته أن رفع ابن ملاي الزين صوته بالتكبير فأصيب كبلاني برصاصتين إحداهما كسرت ذراعه الأيمن والثانية استقرت في صدره فسقط ميتا. كما استشهد سيدي بن مولاي الزين برصاصة من الضابط الفرنسي أتيفو (Etiévaut). وقد استمر هذا الاشتباك المثير خمس دقائق فقط كان من نتائجه موت كبلاني و4 من الحامية الفرنسية وجرح 10 منها أيضا بالإضافة إلى استشهاد 5 من المهاجمين من بينهم سيدي بن مولاي الزين. وقد أضيف إلى هؤلاء جريح سادس وجد في قصر البركة وقد استشهد بعدما أعدمه فريرجان شنقا. وبموت كبلاني سجلت المقاومة الموريتانية ضد الاستعمار الفرنسي صفحة من أبرز صفحاتها النضالية.